# Бесерра, Байлон
Байлон Бесерра (исп. Bailón Becerra, 15 июня 1966, Монтеро, Боливия) — боливийский велогонщик, выступавший на треке. Участвовал в летних Олимпийских играх 1988 года.

## Биография
Байлон Бесерра родился 15 июня 1966 года в боливийском городе Монтеро.
В 1988 году вошёл в состав сборной Боливии на летних Олимпийских играх в Сеуле, заменив травмированного Педро Ваку. Выступал в трёх трековых дисциплинах.
В квалификации индивидуального спринта занял 24-е место среди 25 участников с результатом 12,216 секунды. В первом раунде занял 3-е место среди 3 участников заезда, уступив Эдди Александру из Великобритании и Хосе Мануэлю Морено из Испании. В утешительном заезде опередил только Колина Абрамса из Гайаны, но уступил Франку Веберу из ФРГ и Нельсону Марио Понсу из Эквадора и выбыл из борьбы.
В гите на 1000 метров занял 29-е место среди 30 участников с результатом 1 минута 13,513 секунды. Бесерра уступил 9,014 секунды победителю — Александру Кириченко из СССР.
В гонке по очкам не смог преодолеть квалификацию и попасть в число 24 участников финала.
Продолжает выступать в Монтеро в ветеранских шоссейных гонках.